# Grup C del Campionat del Món de bàsquet masculí del 2010
El Grup C del Campionat del Món de bàsquet 2010 començarà a disputar els seus partits el 28 d'agost de 2010. El grup jugarà tots els seus partits al pavelló Ankara Spor Salonu, Ankara, Turquia.
El grup és compost pels equips de República Popular de la Xina, Costa d'Ivori, Grècia, Puerto Rico, Rússia i el país seu Turquia. El seu rànquing FIBA mitjà és de 16.3, i excloent Costa d'Ivori, que té el rànquing més baix, és de 11.6.
Els millors quatre equips avançaran a la fase final.

## Classificació
| Equip         | J | G | P | PF  | PC  | DIF  | Pts | Empat (Partits) | Empat (Punts) |
| ------------- | - | - | - | --- | --- | ---- | --- | --------------- | ------------- |
| Turquia       | 5 | 5 | 0 | 393 | 285 | +108 | 10  |                 |               |
| Rússia        | 5 | 4 | 1 | 365 | 346 | +19  | 9   |                 |               |
| Grècia        | 5 | 3 | 2 | 403 | 370 | +33  | 8   |                 |               |
| Xina          | 5 | 1 | 4 | 360 | 423 | −63  | 6   | 1−1             | 1.0127        |
| Puerto Rico   | 5 | 1 | 4 | 386 | 401 | −15  | 6   | 1−1             | 0.9939        |
| Costa d'Ivori | 5 | 1 | 4 | 334 | 417 | −83  | 6   | 1−1             | 0.9938        |

Tots els horaris són locals (UTC+2)

## 28 d'agost

### Grècia - República Popular de la Xina
| 28 d'agost 16:00 Crònica | Grècia                                                       | '89'–81 | Xina                                              | Ankara Spor Salonu, Ankara Assistència: 3,880 espectadors Àrbitres: Pablo Alberto Estevez (ARG), Ilija Belosevic (SRB), Vitalis Odhiambo Gode (KEN) |
| 28 d'agost 16:00 Crònica | Resultats per quarts: 25–18, 22–19, 18–25, 24–19             |         |                                                   | Ankara Spor Salonu, Ankara Assistència: 3,880 espectadors Àrbitres: Pablo Alberto Estevez (ARG), Ilija Belosevic (SRB), Vitalis Odhiambo Gode (KEN) |
| 28 d'agost 16:00 Crònica | Pts: Burusis, Zisis 21 Rebs: Burusis 8 Assist: Diamandidis 6 |         | Pts: Yi J.L. 26 Rebs: Yi J.L. 14 Assist: Sun Y. 4 | Ankara Spor Salonu, Ankara Assistència: 3,880 espectadors Àrbitres: Pablo Alberto Estevez (ARG), Ilija Belosevic (SRB), Vitalis Odhiambo Gode (KEN) |

### Rússia - Puerto Rico
| 28 d'agost 18:30 Crònica | Rússia                                                   | '75'–66 | Puerto Rico                                           | Ankara Spor Salonu, Ankara Assistència: 5,850 espectadors Àrbitres: Carl Jungebrand (FIN), Scott Jason Butler (AUS), Cristiano Jesus Maranho (BRA) |
| 28 d'agost 18:30 Crònica | Resultats per quarts: 14–8, 22–26, 18–21, 21–11          |         |                                                       | Ankara Spor Salonu, Ankara Assistència: 5,850 espectadors Àrbitres: Carl Jungebrand (FIN), Scott Jason Butler (AUS), Cristiano Jesus Maranho (BRA) |
| 28 d'agost 18:30 Crònica | Pts: Mónia 16 Rebs: Vorontsévitx 9 Assist: Ponkraixov 11 |         | Pts: Barea 25 Rebs: Ramos 9 Assist: Barea, Vassallo 4 | Ankara Spor Salonu, Ankara Assistència: 5,850 espectadors Àrbitres: Carl Jungebrand (FIN), Scott Jason Butler (AUS), Cristiano Jesus Maranho (BRA) |

### Costa d'Ivori - Turquia
| 28 d'agost 21:00 Crònica | Costa d'Ivori                                               | 47–'86' | Turquia                                    | Ankara Spor Salonu, Ankara Assistència: 7,726 espectadors Àrbitres: Sasa Pukl (SLO), Fernando Rocha (POR), Marwan Egho (LIB) |
| 28 d'agost 21:00 Crònica | Resultats per quarts: 11–23, 11–17, 14–13, 11–33            |         |                                            | Ankara Spor Salonu, Ankara Assistència: 7,726 espectadors Àrbitres: Sasa Pukl (SLO), Fernando Rocha (POR), Marwan Egho (LIB) |
| 28 d'agost 21:00 Crònica | Pts: Kale 10 Rebs: Kale 9 Assist: Diabate, Lamizana, Kone 2 |         | Pts: Onan 18 Rebs: Aşık 12 Assist: Güler 4 | Ankara Spor Salonu, Ankara Assistència: 7,726 espectadors Àrbitres: Sasa Pukl (SLO), Fernando Rocha (POR), Marwan Egho (LIB) |

## 29 d'agost

### República Popular de la Xina - Costa d'Ivori
| 29 d'agost 16:00 Crònica | Xina                                             | '83'–73 | Costa d'Ivori                                            | Ankara Spor Salonu, Ankara Assistència: 2,102 espectadors Àrbitres: Pablo Alberto Estevez (ARG), Cristiano Jesus Marahno (BRA), Vitalis Odhiambo Gode (KEN) |
| 29 d'agost 16:00 Crònica | Resultats per quarts: 21–17, 20–16, 25–18, 17–22 |         |                                                          | Ankara Spor Salonu, Ankara Assistència: 2,102 espectadors Àrbitres: Pablo Alberto Estevez (ARG), Cristiano Jesus Marahno (BRA), Vitalis Odhiambo Gode (KEN) |
| 29 d'agost 16:00 Crònica | Pts: Yi J. 26 Rebs: Yi J. 9 Assist: Ding J. 4    |         | Pts: Diabate 20 Rebs: Diabate, Abouo 7 Assist: Diabate 3 | Ankara Spor Salonu, Ankara Assistència: 2,102 espectadors Àrbitres: Pablo Alberto Estevez (ARG), Cristiano Jesus Marahno (BRA), Vitalis Odhiambo Gode (KEN) |

### Puerto Rico - Grècia
| 29 d'agost 18:30 Crònica | Puerto Rico                                      | 80–'83' | Grècia                                                  | Ankara Spor Salonu, Ankara Assistència: 5,635 espectadors Àrbitres: Carl Jungebrand (FIN), Hector Sanchez (VEN), Fernando Rocha (POR) |
| 29 d'agost 18:30 Crònica | Resultats per quarts: 23–21, 18–14, 15–24, 24–24 |         |                                                         | Ankara Spor Salonu, Ankara Assistència: 5,635 espectadors Àrbitres: Carl Jungebrand (FIN), Hector Sanchez (VEN), Fernando Rocha (POR) |
| 29 d'agost 18:30 Crònica | Pts: Barea 20 Rebs: Vassallo 9 Assist: Barea 4   |         | Pts: Spanoulis 28 Rebs: Burusis 9 Assist: Diamandidis 7 | Ankara Spor Salonu, Ankara Assistència: 5,635 espectadors Àrbitres: Carl Jungebrand (FIN), Hector Sanchez (VEN), Fernando Rocha (POR) |

### Turquia - Rússia
| 29 d'agost 21:00 Crònica | Turquia                                              | '65'–56 | Rússia                                                   | Ankara Spor Salonu, Ankara Assistència: 10,500 espectadors Àrbitres: Sasa Pukl (SLO), Ilija Belosevic (SRB), Scott Jason Butler (AUS) |
| 29 d'agost 21:00 Crònica | Resultats per quarts: 16–15, 17–7, 15–15, 17–19      |         |                                                          | Ankara Spor Salonu, Ankara Assistència: 10,500 espectadors Àrbitres: Sasa Pukl (SLO), Ilija Belosevic (SRB), Scott Jason Butler (AUS) |
| 29 d'agost 21:00 Crònica | Pts: Türkoğlu 14 Rebs: İlyasova 10 Assist: Tunçeri 4 |         | Pts: Kaun, Mónia 13 Rebs: Vorontsévitx 9 Assist: Mónia 4 | Ankara Spor Salonu, Ankara Assistència: 10,500 espectadors Àrbitres: Sasa Pukl (SLO), Ilija Belosevic (SRB), Scott Jason Butler (AUS) |

## 30 d'agost
Dia de descans.

## 31 d'agost

### Rússia - Costa d'Ivori
| 30 d'agost 16:00 Crònica | Rússia                                                | '72'–66 | Costa d'Ivori                                           | Ankara Spor Salonu, Ankara Assistència: 1,262 espectadors Àrbitres: Ilija Belosevic (SRB), Fernando Rocha (POR), Hector Sanchez (VEN) |
| 30 d'agost 16:00 Crònica | Resultats per quarts: 17–12, 17–18, 19–14, 19–22      |         |                                                         | Ankara Spor Salonu, Ankara Assistència: 1,262 espectadors Àrbitres: Ilija Belosevic (SRB), Fernando Rocha (POR), Hector Sanchez (VEN) |
| 30 d'agost 16:00 Crònica | Pts: Mozgov 19 Rebs: Kaun, Khvostov 6 Assist: Mónia 4 |         | Pts: Kone 16 Rebs: Lamizana 8 Assist: Diabate, Amagou 3 | Ankara Spor Salonu, Ankara Assistència: 1,262 espectadors Àrbitres: Ilija Belosevic (SRB), Fernando Rocha (POR), Hector Sanchez (VEN) |

### Puerto Rico - República Popular de la Xina
| 30 d'agost 18:30 Crònica | Puerto Rico                                       | '84'–76 | Xina                                            | Ankara Spor Salonu, Ankara Assistència: 3,303 espectadors Àrbitres: Sasa Pukl (SLO), Scott Jason Butler (AUS), Marwan Egho (LIB) |
| 30 d'agost 18:30 Crònica | Resultats per quarts: 20–21, 24–16, 19–20, 21–19  |         |                                                 | Ankara Spor Salonu, Ankara Assistència: 3,303 espectadors Àrbitres: Sasa Pukl (SLO), Scott Jason Butler (AUS), Marwan Egho (LIB) |
| 30 d'agost 18:30 Crònica | Pts: Vassallo 22 Rebs: Balkman 13 Assist: Barea 9 |         | Pts: Jianlian 24 Rebs: Jianlian 7 Assist: Yue 5 | Ankara Spor Salonu, Ankara Assistència: 3,303 espectadors Àrbitres: Sasa Pukl (SLO), Scott Jason Butler (AUS), Marwan Egho (LIB) |

### Grècia - Turquia
| 30 d'agost 21:00 Crònica | Grècia                                                | 65–'76' | Turquia                                                       | Ankara Spor Salonu, Ankara Assistència: 10,500 espectadors Àrbitres: Carl Jungebrand (FIN), Pablo Alberto Estevez (ARG), Cristiano Jesus Maranho (BRA) |
| 30 d'agost 21:00 Crònica | Resultats per quarts: 15–22, 24–19, 12–24, 14–11      |         |                                                               | Ankara Spor Salonu, Ankara Assistència: 10,500 espectadors Àrbitres: Carl Jungebrand (FIN), Pablo Alberto Estevez (ARG), Cristiano Jesus Maranho (BRA) |
| 30 d'agost 21:00 Crònica | Pts: Burusis 15 Rebs: Burusis 7 Assist: 5 tied with 1 |         | Pts: İlyasova 26 Rebs: Turkoglu 7 Assist: Tunceri, Turkoglu 2 | Ankara Spor Salonu, Ankara Assistència: 10,500 espectadors Àrbitres: Carl Jungebrand (FIN), Pablo Alberto Estevez (ARG), Cristiano Jesus Maranho (BRA) |

## 1 de setembre

### República Popular de la Xina - Rússia
| 1 de setembre 16:00 Crònica | Xina                                                      | 80–'89' | Rússia                                      | Ankara Spor Salonu, Ankara Assistència: 1,661 espectadors Àrbitres: Carl Jungebrand (FIN), Cristiano Jesus Maranho (BRA), Hector Sanchez (VEN) |
| 1 de setembre 16:00 Crònica | Resultats per quarts: 21–15, 22–25, 19–23, 18–26          |         |                                             | Ankara Spor Salonu, Ankara Assistència: 1,661 espectadors Àrbitres: Carl Jungebrand (FIN), Cristiano Jesus Maranho (BRA), Hector Sanchez (VEN) |
| 1 de setembre 16:00 Crònica | Pts: Sun Y. 19 Rebs: Yi J.L. 9 Assist: Liu W., Guo A.L. 2 |         | Pts: Mónia 17 Rebs: Kaun 14 Assist: Mónia 6 | Ankara Spor Salonu, Ankara Assistència: 1,661 espectadors Àrbitres: Carl Jungebrand (FIN), Cristiano Jesus Maranho (BRA), Hector Sanchez (VEN) |

### Costa d'Ivori - Grècia
| 1 de setembre 18:30 Crònica | Costa d'Ivori                                   | 60–'97' | Grècia                                                        | Ankara Spor Salonu, Ankara Assistència: 4,004 espectadors Àrbitres: Pablo Alberto Estevez (ARG), Marwan Egho (LIB), Vitalis Odhiambo Gode (KEN) |
| 1 de setembre 18:30 Crònica | Resultats per quarts: 14–20, 5–27, 19–34, 22–16 |         |                                                               | Ankara Spor Salonu, Ankara Assistència: 4,004 espectadors Àrbitres: Pablo Alberto Estevez (ARG), Marwan Egho (LIB), Vitalis Odhiambo Gode (KEN) |
| 1 de setembre 18:30 Crònica | Pts: Assie 11 Rebs: Assie 7 Assist: Diabate 6   |         | Pts: Calathes 15 Rebs: Burusis, Calathes 7 Assist: Calathes 8 | Ankara Spor Salonu, Ankara Assistència: 4,004 espectadors Àrbitres: Pablo Alberto Estevez (ARG), Marwan Egho (LIB), Vitalis Odhiambo Gode (KEN) |

### Turquia - Puerto Rico
| 1 de setembre 21:00 Crònica | Turquia                                                        | '79'–77 | Puerto Rico                                      | Ankara Spor Salonu, Ankara Assistència: 10,000 espectadors Àrbitres: Sasa Pukl (SLO), Scott Jason Butler (AUS), Ilija Belosevic (SRB) |
| 1 de setembre 21:00 Crònica | Resultats per quarts: 19–19, 11–18, 26–20, 23–20               |         |                                                  | Ankara Spor Salonu, Ankara Assistència: 10,000 espectadors Àrbitres: Sasa Pukl (SLO), Scott Jason Butler (AUS), Ilija Belosevic (SRB) |
| 1 de setembre 21:00 Crònica | Pts: Türkoğlu 16 Rebs: İlyasova 13 Assist: Tunçeri, Türkoğlu 5 |         | Pts: Vassallo 19 Rebs: Ramos 12 Assist: Rivera 8 | Ankara Spor Salonu, Ankara Assistència: 10,000 espectadors Àrbitres: Sasa Pukl (SLO), Scott Jason Butler (AUS), Ilija Belosevic (SRB) |

## 2 de setembre

### Puerto Rico - Costa d'Ivori
| 2 de setembre 16:00 Crònica | Puerto Rico                                      | 79–'88' | Costa d'Ivori                                 | Ankara Spor Salonu, Ankara Assistència: 1,200 espectadors Àrbitres: Ilija Belosevic (SRB), Hector Sanchez (VEN),Vitalis Odhiambo Gode (KEN) |
| 2 de setembre 16:00 Crònica | Resultats per quarts: 14–19, 19–20, 26–25, 20–24 |         |                                               | Ankara Spor Salonu, Ankara Assistència: 1,200 espectadors Àrbitres: Ilija Belosevic (SRB), Hector Sanchez (VEN),Vitalis Odhiambo Gode (KEN) |
| 2 de setembre 16:00 Crònica | Pts: Barea 19 Rebs: Balkman 10 Assist: Barea 7   |         | Pts: Abouo 19 Rebs: Kone 10 Assist: Diabate 8 | Ankara Spor Salonu, Ankara Assistència: 1,200 espectadors Àrbitres: Ilija Belosevic (SRB), Hector Sanchez (VEN),Vitalis Odhiambo Gode (KEN) |

### Grècia - Rússia
| 2 de setembre 18:30 Crònica | Grècia                                                              | 69–'73' | Rússia                                              | Ankara Spor Salonu, Ankara Assistència: 3,500 espectadors Àrbitres: Sasa Pukl (SLO), Cristiano Jesus Maranho (BRA), Fernando Rocha (POR) |
| 2 de setembre 18:30 Crònica | Resultats per quarts: 10–20, 20–10, 13–29, 26–14                    |         |                                                     | Ankara Spor Salonu, Ankara Assistència: 3,500 espectadors Àrbitres: Sasa Pukl (SLO), Cristiano Jesus Maranho (BRA), Fernando Rocha (POR) |
| 2 de setembre 18:30 Crònica | Pts: Skhortsianitis 16 Rebs: Skhortsianitis 9 Assist: 4 tied with 2 |         | Pts: Mozgov 18 Rebs: Voronov 6 Assist: Ponkraixov 6 | Ankara Spor Salonu, Ankara Assistència: 3,500 espectadors Àrbitres: Sasa Pukl (SLO), Cristiano Jesus Maranho (BRA), Fernando Rocha (POR) |

### Turquia - República Popular de la Xina
| 2 de setembre 21:00 Crònica | Turquia                                        | '87'–40 | Xina                                                              | Ankara Spor Salonu, Ankara Assistència: 10,500 espectadors Àrbitres: Carl Jungebrand (FIN), Pablo Alberto Estevez (ARG), Marwan Egho (LIB) |
| 2 de setembre 21:00 Crònica | Resultats per quarts: 15–6, 24-7, 27–12, 21–15 |         |                                                                   | Ankara Spor Salonu, Ankara Assistència: 10,500 espectadors Àrbitres: Carl Jungebrand (FIN), Pablo Alberto Estevez (ARG), Marwan Egho (LIB) |
| 2 de setembre 21:00 Crònica | Pts: Savaş 20 Rebs: Aşık 13 Assist: Güler 7    |         | Pts: Sun Y. 15 Rebs: Su W. 9 Assist: Ding J.H., Sun Y., Yu S.L. 2 | Ankara Spor Salonu, Ankara Assistència: 10,500 espectadors Àrbitres: Carl Jungebrand (FIN), Pablo Alberto Estevez (ARG), Marwan Egho (LIB) |